# Discografia di Rosa Chemical
La discografia di Rosa Chemical, rapper e cantautore italiano, è costituita da un album in studio, un mixtape, tre EP, trentadue singoli e diciotto video musicali (inclusi quelli come artista ospite), pubblicati dal 2015.

## Album in studio
| Anno | Titolo | Classifiche | Certificazioni | Unità          |
| Anno | Titolo | ITA         | Certificazioni | Unità          |
| ---- | --- | ----------- | -------------- | -------------- |
| 2020 | Forever - Pubblicato: 28 maggio 2020 - Etichetta: Thaurus Music, Universal, Island Records - Formati: CD, download digitale, LP, streaming | 8           | - ITA: Oro     | - ITA: 25 000+ |

## Mixtape
| Anno | Titolo |
| ---- | --- |
| 2015 | Paranoise mixtape (come Kranyo) - Pubblicato: 17 novembre 2015 - Etichetta: TNO Engine - Formati: CD, download digitale, streaming |

## Extended play
| Anno | Titolo |
| ---- | --- |
| 2015 | Caos calmo (come Ekios; con Nover) - Pubblicato: 2015 - Etichetta: TNO Engine - Formati: CD, download digitale, streaming |
| 2019 | Okay okay!! - Pubblicato: 8 marzo 2019 - Etichetta: Thaurus Music, Universal - Formati: CD, download digitale, streaming  |
| 2025 | Okay okay 2 - Pubblicato: 16 maggio 2025 - Etichetta: Universal - Formati: CD, download digitale, streaming               |

## Singoli

### Come artista principale
| Anno                                                         | Titolo                                         | Classifiche | Certificazioni | Unità              | Album di provenienza |
| Anno                                                         | Titolo                                         | ITA         | Certificazioni | Unità              | Album di provenienza |
| ------------------------------------------------------------ | ---------------------------------------------- | ----------- | -------------- | ------------------ | -------------------- |
| 2016                                                         | C.A.S (come Kranio, feat. Thetesto)            | —           |                |                    | /                    |
| 2017                                                         | Acqua panna                                    | —           |                |                    | /                    |
| 2018                                                         | Punk 'a piana                                  | —           |                |                    | /                    |
| 2018                                                         | Lil Peep                                       | —           |                |                    | /                    |
| 2018                                                         | Rosa Chemical                                  | —           |                |                    | /                    |
| 2018                                                         | Kournikova                                     | —           |                |                    | /                    |
| 2019                                                         | Dovreicomprarmiunacollanacomeimigos            | —           |                |                    | /                    |
| 2019                                                         | Rovesciata (prod. Greg Willen)                 | —           | Okay okay!!    |                    |                      |
| 2019                                                         | Long Neck (prod. Greg Willen, feat. Taxi B)    | —           | /              |                    |                      |
| 2019                                                         | Facciamolo (prod. Greg Willen)                 | —           | /              |                    |                      |
| 2019                                                         | Scolapasta (prod. Greg Willen)                 | —           | /              |                    |                      |
| 2019                                                         | Pantone 17-3930                                | —           | /              |                    |                      |
| 2019                                                         | Fatass                                         | —           | /              |                    |                      |
| 2019                                                         | Tik Tok (con Radical)                          | —           | /              |                    |                      |
| 2020                                                         | Alieno (prod. UncleBac)                        | —           | /              |                    |                      |
| 2020                                                         | Polka (prod. Greg Willen, feat. Thelonious B.) | —           | - ITA: Platino | - ITA: 100 000+    | Forever              |
| 2020                                                         | Lobby Way                                      | 87          |                |                    | Forever              |
| 2020                                                         | Boheme                                         | —           |                |                    | Forever              |
| 2021                                                         | Britney (feat. Radical e Mambo Losco)          | 52          |                |                    | Forever              |
| 2022                                                         | Polka 3                                        | —           | /              |                    |                      |
| 2022                                                         | Non è normale                                  | —           | /              |                    |                      |
| 2023                                                         | Made in Italy                                  | 6           | /              | - ITA: Platino (2) | - ITA: 200 000+      |
| 2023                                                         | Bellu guaglione                                | —           | /              |                    |                      |
| 2024                                                         | Blackout                                       | —           | /              |                    |                      |
| 2024                                                         | 3some (feat. VillaBanks)                       | —           | /              |                    |                      |
| "—" indica una pubblicazione non classificata in quel paese. |                                                |             |                |                    |                      |

### Come artista ospite
| Anno                                                         | Titolo                                                              | Classifiche | Certificazioni | Unità          | Album di provenienza  |
| Anno                                                         | Titolo                                                              | ITA         | Certificazioni | Unità          | Album di provenienza  |
| ------------------------------------------------------------ | ------------------------------------------------------------------- | ----------- | -------------- | -------------- | --------------------- |
| 2021                                                         | Snob (Alfa feat. Rosa Chemical)                                     | —           |                |                | Nord                  |
| 2021                                                         | Gangsta Love (Rose Villain feat. Rosa Chemical)                     | —           | /              |                |                       |
| 2021                                                         | Marmellata (Wayne Santana feat. Rosa Chemical, Tony Effe e Radical) | —           | /              |                |                       |
| 2022                                                         | Benedetto l'inferno (CanovA feat. Rosa Chemical e Gianna Nannini)   | —           | Level One      |                |                       |
| 2022                                                         | Comincia tu (Tananai feat. Rosa Chemical)                           | —           | - ITA: Oro     | - ITA: 50 000+ | /                     |
| 2024                                                         | Opera (Diss Gacha feat. Rosa Chemical)                              | 74          |                |                | Cultura italiana pt.2 |
| 2025                                                         | Yummy yummy (Sillyelly feat. Yung Snapp e Rosa Chemical)            | —           | /              |                |                       |
| "—" indica una pubblicazione non classificata in quel paese. |                                                                     |             |                |                |                       |

## Altri brani entrati in classifica e/o certificati
| Anno                                                         | Titolo                       | Classifiche | Certificazioni | Unità          | Album di provenienza |
| Anno                                                         | Titolo                       | ITA         | Certificazioni | Unità          | Album di provenienza |
| ------------------------------------------------------------ | ---------------------------- | ----------- | -------------- | -------------- | -------------------- |
| 2020                                                         | Londra (feat. Rkomi)         | 58          | - ITA: Oro     | - ITA: 35 000+ | Forever              |
| 2021                                                         | Polka 2 (feat. Guè ed Ernia) | —           | - ITA: Oro     | - ITA: 35 000+ | Forever              |
| "—" indica una pubblicazione non classificata in quel paese. |                              |             |                |                |                      |

## Collaborazioni
| Anno                                                         | Titolo                                                      | Classifiche | Certificazioni                | Unità          | Album di provenienza |
| Anno                                                         | Titolo                                                      | ITA         | Certificazioni                | Unità          | Album di provenienza |
| ------------------------------------------------------------ | ----------------------------------------------------------- | ----------- | ----------------------------- | -------------- | -------------------- |
| 2018                                                         | Wicked (Cristolodato feat. Rosa Chemical)                   | —           |                               |                | /                    |
| 2019                                                         | Olocausto su Soundcloud (Ricky Squah, prod. Rosa Chemical)  | —           |                               |                | /                    |
| 2019                                                         | 4L (FSK Satellite feat. Rosa Chemical)                      | —           | FSK Trapshit                  |                |                      |
| 2019                                                         | Ciò che mi piace (Rosa Chemical prod. Greg Willen)          | —           | R4ttoboys Members Only Vol. 1 |                |                      |
| 2020                                                         | Try to Catch Me (Zyrtck, prod. Rosa Chemical)               | —           | /                             |                |                      |
| 2020                                                         | 3K (Radical feat. Rosa Chemical)                            | —           | /                             |                |                      |
| 2020                                                         | ThotMilanoDm (Radical feat. Thelonious B. e Rosa Chemical)  | —           | /                             |                |                      |
| 2020                                                         | Bitch (Joe Scacchi feat. Rosa Chemical)                     | —           | /                             |                |                      |
| 2020                                                         | Lindo (Boro e Mambo Losco feat. Rosa Chemical)              | —           | Caldo                         |                |                      |
| 2020                                                         | Succo di bimbi (VillaBanks feat. Rosa Chemical)             | —           | El puto mundo                 |                |                      |
| 2020                                                         | Baby (Slait, Tha Supreme e Young Miles feat. Rosa Chemical) | 14          | - ITA: Oro                    | - ITA: 35 000+ | Bloody Vinyl 3       |
| 2020                                                         | Hallelujah (Axos feat. Rosa Chemical)                       | —           |                               |                | Anima mundi          |
| 2021                                                         | Sogni lucidi (Mace feat. Carl Brave e Rosa Chemical)        | 33          | OBE                           |                |                      |
| 2021                                                         | OK Boomer (Nitro feat. Rosa Chemical)                       | —           | GarbAge Evilution             |                |                      |
| 2021                                                         | Discoteka (Fred De Palma feat. Rosa Chemical)               | —           | Unico                         |                |                      |
| 2022                                                         | Dualipa e Dababy (Radical feat. Rosa Chemical)              | —           | Evol                          |                |                      |
| "—" indica una pubblicazione non classificata in quel paese. |                                                             |             |                               |                |                      |

## Video musicali
| Anno | Titolo              | Regista/i                            |
| ---- | ------------------- | ------------------------------------ |
| 2019 | Tik Tok             | Luca La Piana                        |
| 2020 | Alieno              | Luca La Piana                        |
| 2020 | Polka               | Luca La Piana                        |
| 2020 | Boheme              | Luca La Piana                        |
| 2021 | Britney             | Luca La Piana e Riccardo Cagnotto    |
| 2021 | Snob                | Guido Bregante e Tommaso Bordonaro   |
| 2021 | Gangsta Love        | —                                    |
| 2021 | Marmellata          | Michele Formica e Alessio Hong       |
| 2022 | Benedetto l'inferno | Alex Avella                          |
| 2022 | Polka 3             | Marco Salom                          |
| 2022 | Non è normale       | Asia J. Lanni                        |
| 2023 | Made in Italy       | Asia J. Lanni e Nicola Bussei        |
| 2023 | Bellu guaglione     | Asia J. Lanni e Nicola Bussei        |
| 2024 | Opera               | —                                    |
| 2024 | Blackout            | Peter Marvu                          |
| 2024 | 3some               | Iano Bellanova                       |
| 2025 | 0.25X               | Samuele Alfonsetti e Gioele Giordano |
| 2025 | Ceo 2               | —                                    |